# Irénée Carrère
Pas d'image ? Cliquez ici

a Compétitions nationales et continentales officielles uniquement.

b Matchs officiels uniquement.
Irénée Carrère, né le 20 janvier 1924 à Saint-Féliu-d'Avall et mort le 26 avril 2012 à Saint-Estève, est un joueur de rugby à XIII dans les années 1940 et 1950.
Il fait sa carrière au sein du club de Perpignan le XIII Catalan avec lequel il remporte la Coupe de France en 1945 et 1950 et dispute la finale du Championnat de France en 1951. Il a à travers ses succès comme coéquipier Paul Dejean, Jep Maso, Frédéric Trescazes, Gaston Comes ou Puig-Aubert. Fort de ses performances en club, il est sélectionné à une reprise en équipe de France le 27 avril 1954 contre la Grande-Bretagne formant la charnière avec Gilbert Benausse.

## Biographie
Son gendre Jean-Marc Bourret a porté le maillot de l'équipe de France de rugby à XIII, son petit-fils Matthieu Bourret est un joueur de rugby à XV tout comme sa petite-fille Marie Bourret.

## Palmarès
- Collectif : 
  - Vainqueur de la Coupe de France : 1945 et 1950 (XIII Catalan).
  - Finaliste du Championnat de France : 1951 (XIII Catalan).
  - Finaliste de la Coupe de France : 1946[1], 1952 et 1954 (XIII Catalan).